# Karl Julius Ullrich
Karl Julius Ullrich (* 18. November 1925 in Würzburg; † 2. August 2010 in Königstein-Falkenstein) war ein deutscher Mediziner, der sich mit Nierenheilkunde und Nierenphysiologie (Nephrologie) beschäftigte.

## Leben
Nach Abitur (1943), Wehrdienst und Kriegsgefangenschaft im Zweiten Weltkrieg studierte Ullrich ab 1945 Biologie und Medizin an der Universität Erlangen und der Universität Würzburg, wo er 1950 sein medizinisches Staatsexamen ablegte und promoviert wurde. Ab 1952 war er als Stipendiat der Deutschen Forschungsgemeinschaft am Physiologischen Institut der Universität Marburg und ab 1955 als Assistent am Physiologischen Institut der Universität Göttingen tätig. Ab 1962 war er ordentlicher Professor für Physiologie an der FU Berlin und ab 1967 bis zu seiner Emeritierung im Jahr 1993 „Wissenschaftliches Mitglied“ des Max-Planck-Instituts für Biophysik in Frankfurt am Main, wo er Direktor und Leiter der Abteilung Physiologie war.
1962 erhielt Ullrich den Preis der Feldberg Foundation, 1986 den Robert Pfleger-Forschungspreis, 1987 den Ernst Jung-Preis für Medizin, 1988 die Jacob-Henle-Medaille, 1991 die Pawlow-Medaille der Physiologischen Gesellschaft der UdSSR und 1993 die Medaille des Fachbereichs Humanmedizin der Universität Frankfurt. Er war seit 1969 Mitglied der Deutschen Akademie der Naturforscher Leopoldina in Halle, seit 1989 Mitglied der Academia Europaea, seit 1992 Ehrenmitglied der Deutschen Gesellschaft für Nephrologie (die ihm 1985 bereits die Franz-Volhard-Medaille verliehen hatte), seit 1994 Ehrenmitglied der Deutschen Physiologischen Gesellschaft, seit 1998 Ehrenmitglied der International Society of Nephrology, seit 1998 Auswärtiges Mitglied der Polnischen und schon seit 1994 auch der Russischen Akademie der Wissenschaften. Ullrich war Träger des Bundesverdienstkreuzes Erster Klasse. Er war Ehrendoktor der Universität Zürich (1994) und der FU Berlin (1994).

## Schriften
- Karl Julius Ullrich, Klaus Hierholzer: Physiologie der Niere in: Hans Sarre: Nierenkrankheiten: Physiologie, Pathophysiologie, Untersuchungsmethoden, Klinik u. Therapie, Stuttgart: Thieme 1976, 4. Auflage ISBN 3-13-392804-X.
- mit Hans Sarre, Adalbert Bohle: Nierenforschung: Bericht über das Schwerpunktprogramm Nierenforschung, Wiesbaden: F. Steiner 1969. (DFG-Programm)
- Normale und pathologische Funktion des Nierentubulus, Bern, Huber 1965
- (mit O.D. Creutzfeldt Hrsg.): Gesundheit und Tierschutz. Wissenschaftler melden sich zu Wort., Düsseldorf, Econ-Verlag, 1985